# Olympische Winterspiele 2002/Rennrodeln
Bei den XIX. Olympischen Winterspielen 2002 in Salt Lake City fanden drei Wettbewerbe im Rennrodeln statt. Austragungsort war der Utah Olympic Park Track.

## Bilanz

### Medaillenspiegel
| Platz | Land               | Gold | Silber | Bronze | Gesamt |
| ----- | ------------------ | ---- | ------ | ------ | ------ |
| 1     | Deutschland        | 2    | 2      | 1      | 5      |
| 2     | Italien            | 1    | –      | –      | 1      |
| 3     | Vereinigte Staaten | –    | 1      | 1      | 2      |
| 4     | Österreich         | –    | –      | 1      | 1      |

### Medaillengewinner
| Konkurrenz       | Gold                            | Silber                       | Bronze                  |
| ---------------- | ------------------------------- | ---------------------------- | ----------------------- |
| Einsitzer Männer | Armin Zöggeler                  | Georg Hackl                  | Markus Prock            |
| Einsitzer Frauen | Sylke Otto                      | Barbara Niedernhuber         | Silke Kraushaar         |
| Doppelsitzer     | Patric Leitner, Alexander Resch | Mark Grimmette, Brian Martin | Chris Thorpe, Clay Ives |

## Ergebnisse
(alle Laufzeiten in Sekunden, Gesamtzeiten in Minuten)

### Einsitzer Männer
| Platz | Land | Sportler           | 1. Lauf | 2. Lauf | 3. Lauf | 4. Lauf | Gesamt   |
| ----- | ---- | ------------------ | ------- | ------- | ------- | ------- | -------- |
| 1     | ITA  | Armin Zöggeler     | 44,546  | 44,521  | 44,296  | 44,578  | 2:57,941 |
| 2     | GER  | Georg Hackl        | 44,614  | 44,494  | 44,487  | 44,675  | 2:58,270 |
| 3     | AUT  | Markus Prock       | 44,698  | 44,640  | 44,271  | 44,674  | 2:58,283 |
| 4     | USA  | Adam Heidt         | 44,660  | 44,750  | 44,421  | 44,775  | 2:58,606 |
| 5     | RUS  | Albert Demtschenko | 44,756  | 44,732  | 44,534  | 44,974  | 2:58,996 |
| 6     | GER  | Karsten Albert     | 44,718  | 44,767  | 44,467  | 45,094  | 2:59,046 |
| 7     | GER  | Denis Geppert      | 44,846  | 44,874  | 44,417  | 44,017  | 2:59,154 |
| 8     | AUT  | Markus Kleinheinz  | 44,875  | 44,857  | 44,558  | 44,921  | 2:59,211 |
| 9     | ITA  | Wilfried Huber     | 44,851  | 44,814  | 44,611  | 45,043  | 2:59,319 |
| 10    | AUT  | Rainer Margreiter  | 45,034  | 45,076  | 44,626  | 44,901  | 2:59,637 |
|       |      |                    |         |         |         |         |          |
| 12    | ITA  | Reinhold Rainer    | 44,927  | 44,801  | 44,814  | 45,212  | 2:59,754 |
| 13    | SUI  | Stefan Höhener     | 45,101  | 45,254  | 44,534  | 44,911  | 2:59,800 |
| 24    | SUI  | Reto Gilly         | 46,220  | 45,053  | 45,079  | 44,959  | 3:01,311 |

1. und 2. Lauf: 10. Februar 2002 (16:00 Uhr bzw. 17:50 Uhr) 

3. und 4. Lauf: 11. Februar 2002 (09:00 Uhr bzw. 10:50 Uhr)
50 Teilnehmer aus 23 Ländern, davon 48 in der Wertung. Ausgeschieden u. a.: Mārtiņš Rubenis (LAT).

### Einsitzer Frauen
| Platz | Land | Sportlerin           | 1. Lauf | 2. Lauf | 3. Lauf | 4. Lauf | Gesamt   |
| ----- | ---- | -------------------- | ------- | ------- | ------- | ------- | -------- |
| 1     | GER  | Sylke Otto           | 43,356  | 43,076  | 42,940  | 43,092  | 2:52,464 |
| 2     | GER  | Barbara Niedernhuber | 43,346  | 43,134  | 43,215  | 43,090  | 2:52,785 |
| 3     | GER  | Silke Kraushaar      | 43,294  | 43,224  | 43,195  | 43,152  | 2:52,865 |
| 4     | AUT  | Angelika Neuner      | 43,683  | 43,440  | 43,601  | 43,438  | 2:54,162 |
| 5     | USA  | Becky Wilczak        | 43,509  | 43,481  | 43,420  | 43,844  | 2:54,254 |
| 6     | UKR  | Lilia Ludan          | 43,800  | 43,623  | 43,565  | 43,511  | 2:54,499 |
| 7     | AUT  | Sonja Manzenreiter   | 43,864  | 43,540  | 43,585  | 43,548  | 2:54,537 |
| 8     | USA  | Ashley Hayden        | 43,765  | 43,645  | 43,428  | 43,820  | 2:54,658 |
| 9     | LAT  | Anna Orlova          | 43,795  | 43,658  | 43,642  | 43,644  | 2:54,739 |
| 10    | LAT  | Iluta Gaile          | 43,779  | 43,791  | 43,656  | 43,847  | 2:55,073 |
| 11    | AUT  | Simone Eder          | 43,880  | 43,760  | 43,824  | 43,638  | 2:55,102 |
|       |      |                      |         |         |         |         |          |
| 16    | ITA  | Waltraud Schiefer    | 44,209  | 43,798  | 43,879  | 43,830  | 2:55,716 |
| 17    | ITA  | Natalie Obkircher    | 44,632  | 43,657  | 43,905  | 43,533  | 2:55,727 |
| 22    | ITA  | Maria Feichter       | 44,042  | 43,999  | 44,050  | 44,359  | 2:56,450 |

1. und 2. Lauf: 12. Februar 2002 (16:00 Uhr bzw. 17:40 Uhr) 

3. und 4. Lauf: 13. Februar 2002 (16:00 Uhr bzw. 17:40 Uhr)
29 Teilnehmerinnen aus 15 Ländern, davon 28 in der Wertung.

### Doppelsitzer
| Platz | Land | Sportler                                   | 1. Lauf | 2. Lauf | Gesamt   |
| ----- | ---- | ------------------------------------------ | ------- | ------- | -------- |
| 1     | GER  | Patric Leitner, Alexander Resch            | 42,953  | 43,129  | 1:26,082 |
| 2     | USA  | Mark Grimmette, Brian Martin               | 43,111  | 43,105  | 1:26,216 |
| 3     | USA  | Chris Thorpe, Clay Ives                    | 43,013  | 43,207  | 1:26,220 |
| 4     | GER  | Steffen Skel, Steffen Wöller               | 43,121  | 43,254  | 1:26,375 |
| 5     | CAN  | Chris Moffat, Eric Pothier                 | 43,285  | 43,216  | 1:26,501 |
| 6     | AUT  | Tobias Schiegl, Markus Schiegl             | 43,208  | 43,310  | 1:26,518 |
| 7     | ITA  | Gerhard Plankensteiner, Oswald Haselrieder | 43,278  | 43,338  | 1:26,518 |
| 8     | AUT  | Andreas Linger, Wolfgang Linger            | 43,330  | 43,354  | 1:26,684 |
| 9     | SVK  | Ľubomír Mick, Walter Marx                  | 43,248  | 43,458  | 1:26,706 |
| 10    | LAT  | Ivars Deinis, Sandris Bērziņš              | 43,413  | 43,493  | 1:26,906 |
|       |      |                                            |         |         |          |
| 17    | ITA  | Christian Oberstolz, Patrick Gruber        | 45,882  | 43,421  | 1:29,303 |

Datum: 15. Februar 2002, 09:00 Uhr (1. Lauf), 10:10 Uhr (2. Lauf)